# Rikidōzan (film)
Cet article concerne le film. Pour le catcheur, voir Rikidōzan.
Pour plus de détails, voir Fiche technique et Distribution.
Rikidōzan (역도산, Yeokdosan) est un film sud-coréen réalisé par Song Hae-seong, sorti le 15 décembre 2004.

## Synopsis
Dans les années 1950, Rikidōzan, immigré coréen au Japon, commence sa carrière comme sumotori, mais se fait rapidement exclure de la ligue à cause de ses origines ethniques. Faisant par la suite connaissance d'un catcheur étranger, ce nouveau sport sera pour lui une révélation et il décidera de l'apprendre, de devenir le meilleur et de l'imposer au Japon.

## Fiche technique
- Titre : Rikidōzan
- Titre original : 역도산 (Yeokdosan)
- Réalisation : Song Hae-seong
- Scénario : Song Hae-seong
- Production : Kim Sun-ah, Haruo Umekawa, Cha Seung-jae, No Jong-yun et Shinya Kawai
- Musique : Lee Jae-jin
- Photographie : Kim Hyeong-gu
- Montage : Park Gok-ji et Jeong Jin-hee
- Pays d'origine : Corée du Sud, Japon
- Langue : coréen, japonais
- Format : Couleurs - 2,35:1 - Dolby Digital - 35 mm
- Genre : Drame sportif
- Durée : 137 minutes
- Date de sortie : 15 décembre 2004 (Corée du Sud)

## Distribution
- Sol Kyung-gu : Rikidōzan
- Miki Natakani : Aya
- Tatsuya Fuji : Kano Takeyo
- Masato Hagiwara : Yoshimachi Yuzuru
- Masakatsu Funaki : Imura Mashahiko
- Keiji Mutoh : Harold Sakata
- Shinya Hashimoto : Higashinami

## Accueil
Le film fut présenté au 7e Festival du film asiatique de Deauville (2005), avec deux autres films traitant de l'insertion difficile d'immigrés sud-coréens au Japon. Tout d'abord Fighter in the Wind, du Coréen Yang Yun-ho, ainsi que Blood and Bones, du Japonais Yoichi Sai.

## Récompenses
- Prix du meilleur réalisateur et de la meilleure photographie, lors des Grand Bell Awards 2005.